# Puzanovia virgata
Puzanovia virgata är en fiskart som beskrevs av Fedorov 1982. Puzanovia virgata ingår i släktet Puzanovia och familjen tånglakefiskar. Inga underarter finns listade i Catalogue of Life.